# Мітавське обер-гауптманство
Міта́вське о́бер-гауптма́нство (нім. Oberhauptmannschaft Mitau, латис. Jelgavas virspilskunga iecirknis) — адміністративна одиниця найвищого (обласного) рівня в герцогстві Курляндії та Семигалії (1617—1795), а також у Курляндському намісництві (1795—1796) та губернії (1796—1864) Російської імперії. Адміністративний центр — Мітава (сучасна Єлгава, Латвія). Створене згідно з «Формулою правління» 1617 року.

## Назва
- Міта́вське о́бер-гауптма́нство/ обергаутпма́нство  (нім. Oberhauptmannschaft Mitau, Mitausche Oberhauptmanschaft; рос. Мітавское обер-гауптманство / обергаутпманство[2])
- Міта́вське старше капітанство (лат. Capitanes majores Mitauensis)

## Історія
- 28 березня 1795 року Російська імперія анексувала герцогство Курляндії та Семигалії за підсумками поділу Речі Посполитої. Обер-гауптманство увійшло до складу Курляндського намісництва Росії.
- 31 грудня 1796  року обер-гауптманство стало частиною новоутвореної Курляндської губернії Російської імперії.

## Склад
- Гробінське гауптманство

Цабельнська парафія (Zabelnische Kirchspiel); центр — Цабельн (сучасне Сабіле)
Тальзенська парафія (Talsche Kirchspiel); центр — Тальзен (сучасне Талсі)
Кандауська парафія (Kandausche Kirchspiel); центр — Кандау (сучасна Кандава)
Ваненська парафія (Wahnensche Kirchspiel); центр — Ванен (сучасна Ване)
Тукумська парафія (Tuckumsche Kirchspiel); центр — Тукум (сучасний Тукумс)
Ауцька парафія (Autzische Kirchspiel); центр — Ауц (сучасне Ауце)

### Монографії
- Arbusov, Leonid. Grundriss der Geschichte Liv-, Est- und Kurlands. — Riga: Jonck und Poliewsky, 1918.